# John Smith (actor)
John Smith (3 de marzo de 1931—25 de enero de 1995) fue un actor estadounidense, conocido principalmente por su trabajo en dos series televisivas de la NBC del género western. 

## Biografía
Su verdadero nombre era Robert Errol Van Orden, y nació en Los Ángeles, California.
En 1955 Smith fue artista invitado, actuando como Sontag, en la serie de televisión Stories of the Century, la primera producción western en ganar un Premio Emmy. También fue el herrero y ayudante de sheriff Lane Temple en Cimarron City en 1958 y 1959. En esta serie también trabajaban George Montgomery, en el papel del alcalde Matt Rockford, y Audrey Totter, como Beth Purcell.
Otros de sus trabajos fueron su papel de piloto en el film Island of Lost Women (1959), y el de Slim Sherman en la serie de televisión Laramie (1959-1963), junto a los actores Robert Fuller, Hoagy Carmichael y Spring Byington. Tras Laramie, trabajó en 1966 como artista invitado en otra serie western, The Rounders. 
John Smith falleció en 1995 en Los Ángeles, California, a causa de una cirrosis hepática. Tenía 63 años de edad.